# Списак места Светске баштине у Мађарској
Места светске баштине Организације Уједињених нација за образовање, науку и културу (УНЕСКО) су места од значаја за културну или природну баштину, како је описано у Унесковој конвенцији о светској баштини установљеној 1972. године. Културно наслеђе чине споменици (као што су архитектонска дела, монументалне скулптуре или натписи), групе зграда и локалитети (укључујући археолошка налазишта). Природна обележја (која се састоје од физичких и биолошких формација), геолошке и физиографске формације (укључујући станишта угрожених врста животиња и биљака) и природни локалитети који су значајни са становишта науке, очувања или природне лепоте, дефинишу се као природно наслеђе. Мађарска је прихватила конвенцију 15. јула 1985, чиме су њена историјска места квалификована за уврштавање на листу.
Од 2021. године, у Мађарској постоји осам локација светске баштине, од којих су седам локалитета културна, а једно, пећине Агтелека и Словачког карста, природно. Прва два локалитета у Мађарској додата су на листу на једанаестој седници Комитета светске баштине, одржаној у Паризу 1987. Једно од ова два локалитета било је село Холоко, а друго Будимпешта – обала Дунава са округом Будимског дворца (последњи локалитет је проширен 2002). Најновија локација која је додата на листу је историјски културни пејзаж Токајских винограда, који је наведен 2002. Године 2003. свих осам локација је преименовано у данашње називе. Два локалитета су транснационална. Културни предео језера Нежидер се дели са Аустријом, а пећине Агтелека и Словачког карста са Словачком. Поред тога, Мађарска има десет локација на тентативној листи.

## Локалитети
УНЕСКО наводи локалитете под десет критеријума, сваки унос мора да испуњава бар један од критеријума. Критеријуми од I до VI су културни, а од VII до X су природни.
| Име локалитета                                                         | Фотографија                                                        | Локација                                                     | Година уписа | Подаци УНЕСКО-а         | Опис |
| ---------------------------------------------------------------------- | ------------------------------------------------------------------ | ------------------------------------------------------------ | ------------ | ----------------------- | --- |
| Будимпешта, обала Дунава, четврт Будимског дворца и Булевар Андраши    | Fisherman's Bastion as seen from the Pest side of the Danube River | Будимпешта                                                   | 1987.        | 400; II, IV (култура)   | Будимпешта је настала уједињењем три града, Будима, Пеште и Обуде, у 19. веку. Будимски дворац је у 13. веку саградио угарски краљ Бела IV. Кварт замка садржи зграде у готичком и барокном стилу. Зграде у Пешти су у стилу историцизма и арт нувоа. Авенија Андраши, која је 2002. године додата као продужетак Светске баштине, изграђена је крајем 19. века и означила је трансформацију Будимпеште у модерну метрополу. Миленијумска подземна железница која пролази испод авеније била је прва подземна железница у континенталној Европи и ради од 1896.                             |
| Старо село Холоко и околина                                            | Village houses on both sides of a cobbled road                     | Ноград                                                       | 1987.        | 401; V (култура)        | Холоко је традиционално село Палоца, који су подгрупа Мађара. Развио се углавном током 17. и 18. века и намерно је сачуван као живи пример сеоског живота пре пољопривредне револуције 20. века. |
| Пећине Агтелека и Словачког карста*                                    | Inside a cave, dripstone formations and a path for visitors        | Северна мађарска регија                                      | 1995.        | 725; VIII (природa)     | Локалитет обухвата 712 пећина у Мађарској и Словачкој. Представљају типичан крашки систем умереног појаса. Седименти и фосили у пећинама показују геолошке записе суптропских и тропских климатских услова касне креде и раног терцијара, као и плеистоценске глацијације. Године 2000. је ледена пећина Добшина, на словачкој страни, додата као проширење локалитета. Измена граница локације на мађарској страни је извршена 2008. године. |
| Миленијумска бенедиктинска опатија Панонхалма и њено природно окружење | Aerial view of the abbey, which is surrounded by forest            | Панонхалма, Ђер-Мошон-Шопрон                                 | 1996.        | 758; IV, VI (култура)   | Монаси бенедиктинци су основали опатију 996. Имала је велику улогу у ширењу хришћанства у Мађарској и средњој Европи. Манастирски комплекс је током векова доживео неколико трансформација. Најстарије постојеће грађевине датирају из 13. века, са каснијим додацима у готичком, барокном и романтичном стилу. Миленијумски споменик је подигнут на централном брду 1896. године у част хиљадугодишњице мађарског освајања земље. |
| Национални парк Хортобађ                                               | A herd of grey cattle with long horns                              | Боршод-Абауј-Земплен, Хевеш, Хајду-Бихар и Јас-Нађкун-Солнок | 1999.        | 474; IV, V (култура)    | Национални парк Хортобађ је огромно подручје равница и мочвара у Великом Алфелду. Ову област су користили номадски сточари миленијумима, а најстарије хумке (кургани) датирају из 2000. године пре нове ере. Крајем 9. века н. е. Мађари су стигли у Карпатски басен и населили то подручје, међутим насеља су нестала од 14. века па надаље. У модерно доба, ово подручје готово да није имало сталне становнике, али се користило за испашу у летњој сезони. Међу ретким грађевинама које је направио човек на равницама је и мост са девет лукова, који је подигнут у првој половини 19. |
| Ранохришћанска некропола у Печују                                      | Preserved foundations of a building                                | Печуј                                                        | 2000.        | 853, III, IV (култура)  | Ранохришћанска некропола римског провинцијског града, на месту савременог Печуја, подигнута је у 4. веку. Гробнице су изграђене под земљом и биле су богато украшене муралима на хришћанску тему. Неколико гробница имало је спомен–капеле подигнуте изнад земље. |
| Нежидерски културни пејзаж*                                            | Sunset over the lake                                               | Ђер-Мошон-Шопрон                                             | 2001.        | 772; V (култура)        | Подручје Нежидера је окупирано од стране различитих народа већ осам миленијума. Првобитна мрежа градова и села датира из 12. и 13. века. Неколико палата је изграђено у 18. и 19. веку. Локалитет се дели са Аустријом. |
| Историјски културни пејзаж Токајске виноградске регије                 | Hill with vineyards                                                | Боршод-Абауј-Земплен                                         | 2002.        | 1063; III, V, (култура) | Токајски виногради се налазе у брдима североисточне Мађарске. Формално га је основао 1737. године Карло VI, цар Светог римског царства, иако документована производња вина датира из 1561. Представља културни пејзаж повезан са производњом токајског вина, са виноградима, фармама, селима, малим градовима и винским подрумима. |

## Тентативна листа
Поред локалитета уписаних на Листу светске баштине, државе чланице могу да одржавају листу пробних локација које могу да размотре за номинацију. Номинације за Листу светске баштине се прихватају само ако је локација претходно била наведена на тентативној листи. Од 2021. године, Мађарска је забележила десет локација на својој прелиминарној листи.
| Име локалитета                                                                                | Фотографија                                                    | Локација                | Година уписа | УНЕСКО критеријуми       | Опис |
| --------------------------------------------------------------------------------------------- | -------------------------------------------------------------- | ----------------------- | ------------ | ------------------------ | --- |
| Средњовековни замак Естергом                                                                  | Church and fortifications on a hill                            | Комаром-Естергом        | 1993.        | (култура)                | Средњовековна тврђава Естергом, подигнута у 10. и 11. веку, била је краљевско седиште до 1249. године. Симбол је мађарског хришћанства. Проширена је у стилу ране готике и касније је угостила ренесансне уметнике. |
| Пећине будимског термалног крашког система                                                    |                                                                | Будимпешта              | 1993.        | VIII (природa)           | Ова локација обухвата шест пећина испод будимског брда које су извор термалне воде. „Кристална” пећина Јозсеф-Хеги садржи једну од највећих хидротермалних комора на свету. |
| Државна ергела Мезехеђеш                                                                      | Black horse of Nonius breed                                    | Бекеш                   | 2000.        | III, IV (култура)        | Ергелу је основао Јозеф II Хабзбуршки 1784. Представља фарму великих размера која се фокусира на три расе коња: Нониус, Гидран и Фуриозо. Већина архитектонских карактеристика на фарми датира из касног 18. века. |
| Фосили Иполитарнока                                                                           | Entrance to the museum in shape of a tree trunk                | Ноград                  | 2000.        | VII, VIII (природa)      | Налазиште фосила је први пут научно проучавано 1836. Садржи остатке плитког мора из касног олигоцена и раног миоцена. Седименти су били прекривени вулканским стенама пре деветнаест милиона година, што је помогло да се очувају. Зуби ајкуле, отисци листова и окамењено дрвеће су међу најважнијим фосилима на локалитету. |
| Систем утврђења на ушћу реке Дунав у Вах, у Коморану–Комарому*                                | Fortress wall with a gate                                      | Комаром-Естергом        | 2007.        | I, II, IV, V (култура)   | Градови Коморан и Комаром налазе се на ушћу реке Дунав у Вах. Због стратешког положаја, вековима се развијао систем утврђења око овог подручја. Мађарски део локалитета обухвата три утврђења из касног 19. века, тврђаву Моноштор, Ксилаг и Игманди. |
| Независна предмодерна архитектура Едена Лехнера                                               | Museum of Applied Arts building with decorated facade and roof | Будимпешта, Бач-Кишкун  | 2008.        | I, II, III, IV (култура) | Ова номинација обухвата пет зграда мађарског архитекте Едена Лехнера, који је развио јединствен уметнички израз комбиновањем мађарских стилова и источњачке орнаментике. Био је активан крајем 19. и почетком 20. века. На слици је Музеј примењене уметности у Будимпешти. |
| Мрежа објеката руралног наслеђа у Мађарској                                                   |                                                                | Више локација           | 2017.        | II, III, VI (култура)    | Мађарска мрежа објеката руралног наслеђа основана је средином 20. века. Представља целину аутентичних народних грађевина углавном од 18. до 20. века и обухвата неколико стотина кућа широм земље. |
| Краљевски замак у Естергому и палата Вишеград са некадашњом краљевском шумом на планини Пилис | Visegrád castle from above                                     | Пешта, Комаром-Естергом | 2017.        | II, III, IV, V (култура) | Краљевски замак у Естергому (краљевско седиште до 1249) и палата Вишеград (краљевско седиште од 1323. до 1410. године) били су под утицајем уметности из Италије и Француске, од касне готике до ренесансе. Краљевска шума је била ловиште и садржи остатке краљевских вила и манастира. |
| Дрвени звоници у Горњој Тиси                                                                  | Wooden bell-tower right of a church with a white facade        | Саболч-Сатмар-Берег     | 2017.        | II, III, IV (култура)    | Ова номинација обухвата седам дрвених звоника изграђених у 17. и 18. веку. Дрво је коришћено као грађевински материјал пошто је ово подручје било осиромашено током османске владавине и зато што су хришћанске конгрегације током реформације и контрареформације биле протеране из својих ранијих цркава. Тада су биле потребне нове богомоље па су суседне дрвене цркве касније или обновљене у камену или премештене у сеоски музеј на отвореном. На слици је кула у Њирбатору, изграђена око 1640. године. |
| Културни пејзаж Балатонске планине                                                            | Mainson and the park from above                                | Веспрем, Зала           | 2017.        | IV, V, VIII (оба)        | Ова номинација обухвата природне и културне знаменитости око језера Балатон: полуострво Тихањ, басен Таполца, басен Кали, језеро Хевиз, палату Фестетик у Кестхељу (на слици), фарму Георгикон и историјску четврт Балатонфиред. Део оквирне локације је заштићен као Национални парк Балатонске планине. |